# Capitalismo para Principiantes
Capitalismo para principiantes é um livro escrito por Carlos Eduardo Novaes, publicado em 1983. Reúne texto de humor e 435 ilustrações do cartunista Vilmar Rodrigues. Mostra como começou, e o que é o capitalismo.
Foi escrito nos anos 80 e lançado ainda na época da ditadura militar no Brasil.
O livro foi incluído na relação dos best-sellers da revista Veja segundo informação no site da Editora Ática.
O Livro apresenta através de ilustrações em tom humoristico e sarcastico uma visão muito crítica sobre o capitalismo com viés notadamente marxista e anti-capitalista.